# لواء الأغوار الشمالية
لواء الأغوار الشمالية هو تقسيم إداري يتبع محافظة إربد شمال الأردن، مركزه مدينة الشونة الشمالية. يتميز نمط الحياة في اللواء بين النمط الريفي والحضري ويعتمد السكان بشكل أساسي على الوظائف الحكومية والعسكرية و الزراعة.
تم استحداث لواء الأغوار الشمالية سنة 1973  ويضم 3 مجالس بلدية :
- بلدية معاذ بن جبل وتضم قرى ( العدسية ، الشونة ، المنشية ، وقاص)
- بلدية طبقة فحل وتضم قرى ( الشيخ حسين ، المشارع) .
- بلدية شرحبيل بن حسنه وتضم قرى ( وادي الريان ، أبو سيدو ، سليخات ، القرن، كريمه )

## الموقع
مركز اللواء الشونة الشمالية ويبعد عن مركز المحافظة (28) كم2.

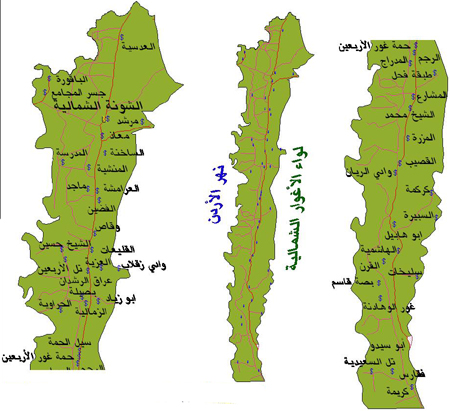
خارطة اللواء

### أرقام هواتف المركز الإداري ( متصرفية لواء الأغوار الشمالية )
| رقم الفاكس            | الرقم الأرضي |
| --------------------- | ------------ |
| ( 6587383 ، 65878382) | (6587310)    |

### المساحة والسكان
| المساحة     | الكثافة السكانية | إجمالي عدد السكان |
| ----------- | ---------------- | ----------------- |
| (246.4) كم2 | 508 نسمه /كم2    | (135240) نسمه     |

### الميزات النسبية
1. المناخ الدافئ في فصل الشتاء وحار في فصل الصيف.
2. يعتبر منطقة اللواء سلة الأردن الغذائية لوفرة الأراضي الصالحة للزراعة.
3. لها أهمية سياحية ودينية لوجود  مقامات الصحابة الأجلّاء والعديد من المواقع الأثرية مثل طبقة فحل (بيلا).
4. وجود معبر وادي الأردن.
5. وجود مياه معدنية (حمة الشونة الشمالية) وتعتبر مكان علاجي.[1]